# 貴賢
貴賢（1841年—？），李氏，字尊穀，號哲生、喆生、蔗升，内务府漢軍鑲黃旗人。清朝官员，進士出身，善书法。

## 生平
同治九年（1870）庚午举人，光緒二年（1876年）丙子恩科進士。光緒四年，任戶部山西司郎中。光緒十年，任江西道監察御史。后任吏科給事中、礼科掌印给事中。光緒二十一年，任太常寺少卿。后改大理寺少卿。光緒二十三年，署宗人府府丞，任奉天府府丞兼學政。光緒二十四年（1898），因病解職。赠二品頂戴。
在礼科掌印给事中任上，担任《钦定台规》（清都察院刊本，1892）分校官（分校官同事时户科给事中、正蓝旗汉军进士胡俊章，两人系光緒二年进士同榜）。与内务府正白旗汉军进士延茂为宜泉的《春柳堂诗稿》（光緖十五年（1889）己丑刊本，系当代红学有争论的文本）作序（内务府镶黄旗满洲进士濟中作跋）。其诗作录入胡俊章辑《春明诗课汇选》。